# Bjergkirsebær
Bjergkirsebær (Prunus nipponica), også skrevet Bjerg-Kirsebær, er et lille, hårdført og tidligt blomstrende træ. Trods disse gode egenskaber er det ikke meget dyrket i Danmark. Frugterne er svagt giftige på grund af et indhold af blåsyreglykosider i kernen. Træet er meget hårdført overfor kulde.

## Beskrivelse
Bjergkirsebær er et lille, løvfældende træ med en tragtformet krone og stift oprette grene. Barken er først lysegrå med blege korkporer. Senere bliver den brun og glat, og til sidst er den grå med fremstående, vorteagtige korkporer. Knopperne er spredtstillede, spidse, kegleformede og brune. Blomsterknopperne sidder på kortskud, og de er mere afrundede. 
Bladene er elliptiske med langt tilløbende spids og dobbelt savtakket rand. Oversiden er matgrøn, mens undersiden er en smule lysere. Høstfarven er gul-orange. Blomstringen foregår i (marts)-april, dvs. før løvspringet. Blomsterne sidder enkeltvis, parvis eller i små bundter fra dværgskud. De er 5-tallige og regelmæssige med hvide til lyserøde kronblade. Frugterne er små, brunrøde stenfrugter.
Højde x bredde og årlig tilvækst: 6,00 x 4,00 m (30 x 20 cm/år).

## Hjemsted
Arten forekommer i koldt tempererede egne med betydeligt snefald og korte somre, og den er naturligt udbredt i blandede skove og krat i Russisk Fjernøsten (Kurilerne og Sakhalin) og i det nordlige Japan (Hokkaido og Honshū). 
I de subalpine områder af bjergene på det nordlige Honshū, Japan, vokser arten i åbne skove sammen med bl.a. Abies mariesii (en art af ædelgran), Betula corylifolia (en art af birk), hønsebenstræ, japansk bøg, japansk hemlock, japansk thuja, kamtjatkabirk, krybefyr, penselfyr, sakhalingran, Sorbus matsumurana (en art af røn) og østsibirisk el
| Portal | Portal:Botanik |

## Note
1. ↑  Kazuo Saito: A Note on Subalpine Coniferous Forests in North Honshu, Japan Arkiveret 6. marts 2016 hos  Wayback Machine (engelsk)